# Горбаська сільська рада
Горбаська сільська́ ра́да (біл. Гарбахскі сельсавет) — адміністративно-територіальна одиниця у складі Іванівського району Берестейської області Білорусі. Адміністративний центр — село Горбаха.

## Історія
26 червня 2013 року до складу Горбаської сільської ради увійшли територія та населені пункти ліквідованої Снітівської сільської ради.

## Склад
Населені пункти, що підпорядковувалися сільській раді станом на 2009 рік:
| Населений пункт | Тип  | Населення, осіб (2009) |
| --------------- | ---- | ---------------------- |
| Вороцевичі      | село | 423                    |
| Глинна          | село | 152                    |
| Горбаха         | село | 516                    |
| Журавок         | село | 94                     |
| Завоятин        | село | 45                     |
| Климентинове    | село | 142                    |
| Овзичі          | село | 152                    |
| Снітово         | село | 718                    |
| Трудова         | село | 227                    |

## Населення
За переписом населення Білорусі 2009 року чисельність населення сільської ради становила 1101 особа.

### Національність
Розподіл населення за рідною національністю за даними перепису 2009 року:
| Національність | Осіб | Відсоток |
| -------------- | ---- | -------- |
| білоруси       | 1059 | 96,19 %  |
| українці       | 26   | 2,36 %   |
| росіяни        | 14   | 1,27 %   |
| поляки         | 2    | 0,18 %   |
| Разом          | 1101 | 100 %    |